# Коя (Сьерра-Леоне)
Коя (англ. Koya) — деревня на западе Сьерра-Леоне, в Западной провинции этой страны. Расположена в 27 милях от столицы Фритауна. Население составляет 3387 человек. Расположена в лесной зоне. Койя серьёзно пострадала от гражданской войны.